# Victor Carles

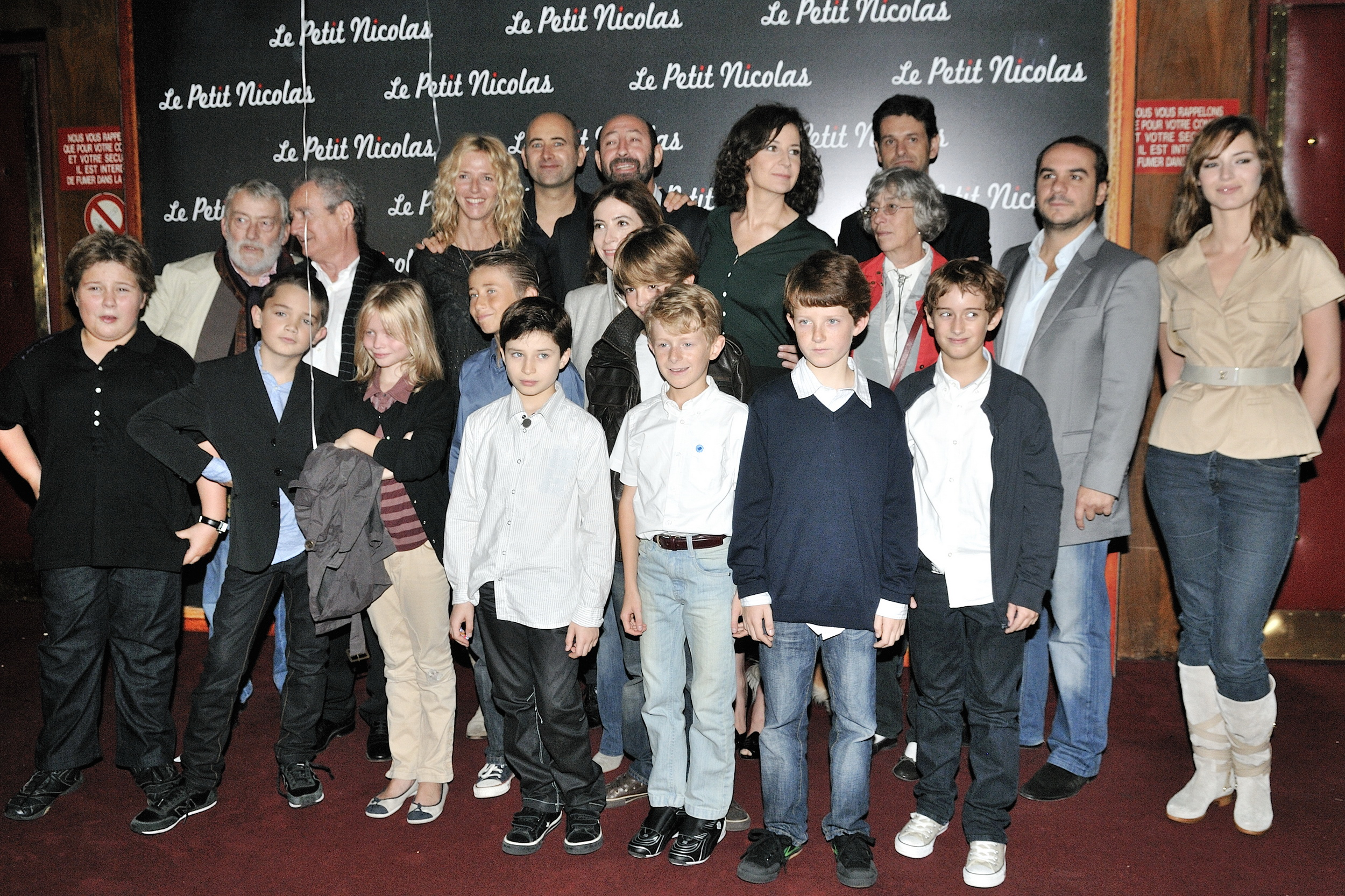
Distribuția filmului Les petit Nicolas. Victor Carles este ultimul din rândul de jos (dreapta).

Victor Carles (născut pe data de 18 noiembrie 1998 la Bordeaux) este un actor de origine franceză.

## Biografie
Victor Carles este cunoscut pentru rolul lui Clotaire jucat în filmul Le Petit Nicolas în anul 2009. Acesta poate vorbi și limba engleză. Agentul său artistic este Anne Uccla. În 2008, acesta a scris romanul fantastic Rakopikola ou le secret du vieux chêne.

## Filmografie

### Cinema
- 2009 Le Petit Nicolas: Clotaire